# Religia w Liechtensteinie

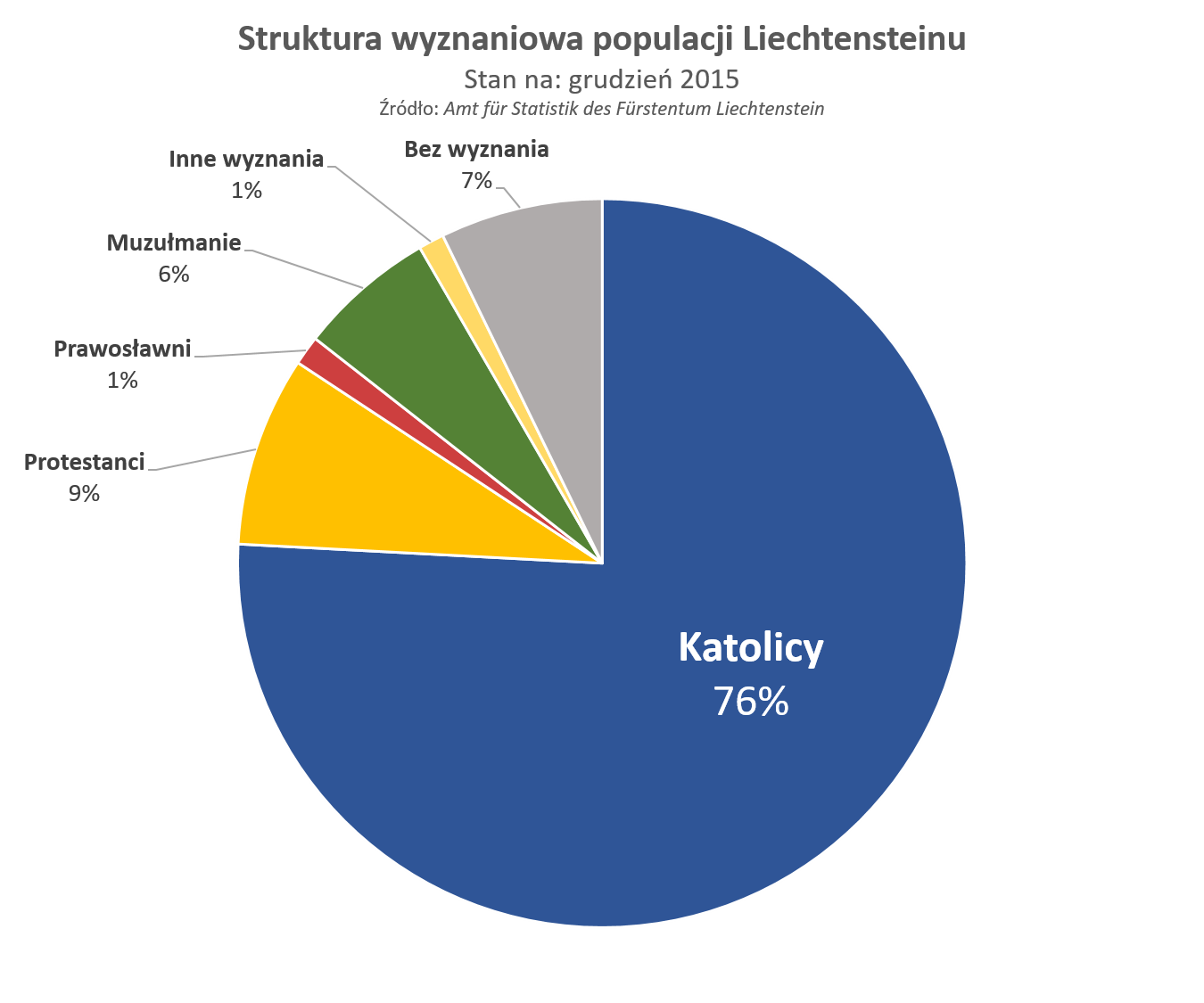
Struktura wyznaniowa populacji Liechtensteinu (2015).

Dominującą religią w Księstwie Liechtensteinu jest chrześcijaństwo, którego wyznawanie deklaruję ok. 83,2% obywateli Liechtensteinu.
Zgodnie z art. 37 Konstytucji Liechtensteinu rzymskokatolicyzm jest kościołem państwowym w Księstwie i ma zagwarantowaną pełną ochronę państwa. Jednocześnie dokument ten zapewnia wolność wyznania oraz prawo do praktykowania swojej wiary „w granicach określonych przez dobre obyczaje i porządek publiczny”. Ponadto kościoły i związki wyznaniowe mają gwarantowane prawa majątkowe. Obywatele Liechtensteinu są równi wobec prawa niezależnie od deklarowanego wyznania.

Według danych Urzędu Statystycznego Liechtensteinu z 2020 roku większość mieszkańców deklaruje przynależność do kościoła rzymskokatolickiego – 69,6% populacji. Drugą grupą wyznaniową są protestanci, stanowiący 8,1% populacji – głównie luteranie należący do mniejszości niemieckiej i szwajcarskiej. Ponadto ok. 1,5% mieszkańców deklaruje wyznanie prawosławne, a 0,3% inne wyznania chrześcijańskie. Ponadto w Księstwie żyje diaspora muzułmańska, która stanowi ok. 6,0%. Inne wyznania deklaruje 1,0% populacji, natomiast 9,6% populacji określa się jako bezwyznaniowe.

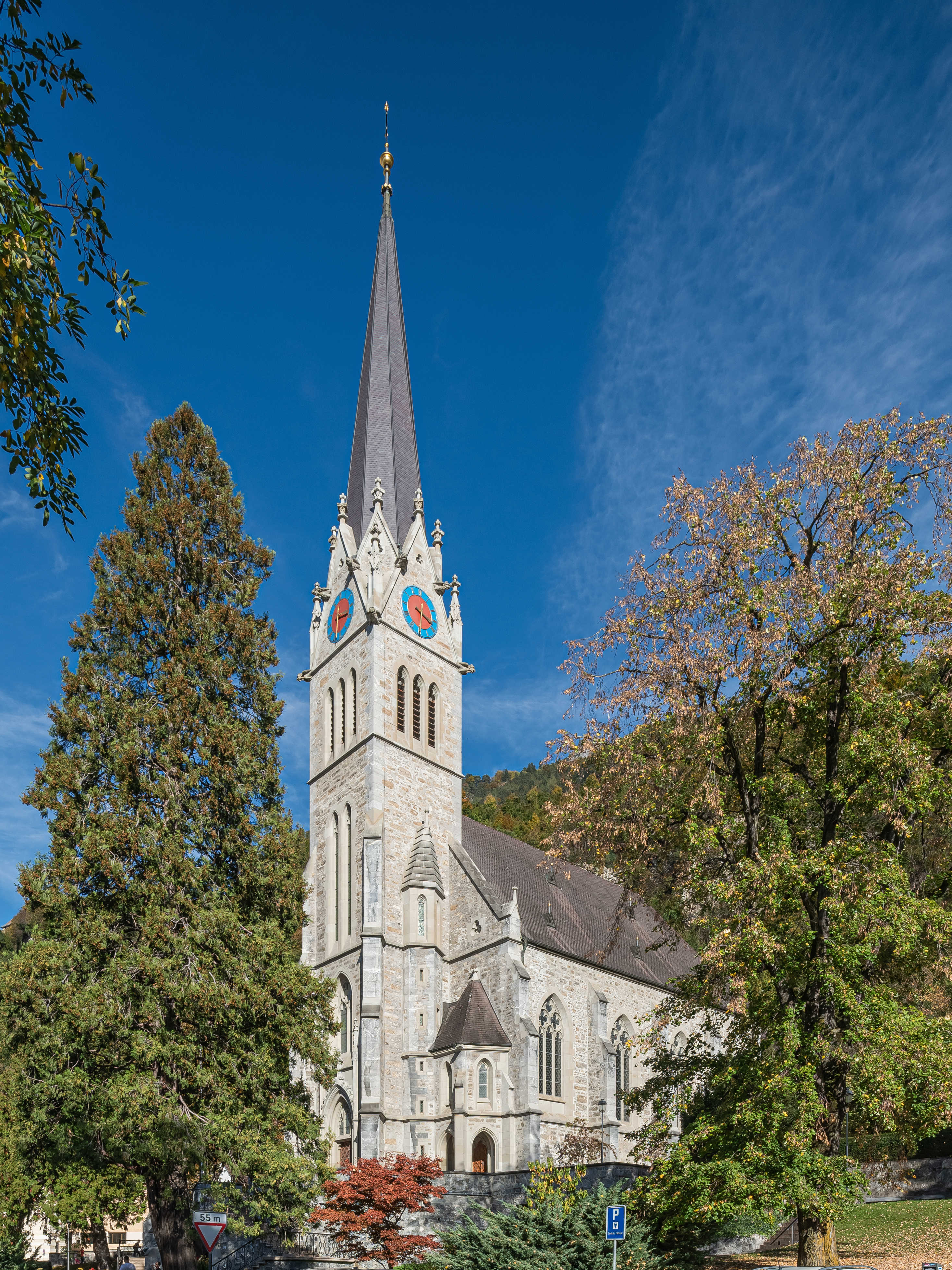
Katedra św. Floryna w Vaduz.

## Kościół rzymskokatolicki w Liechtensteinie
Na terenie Księstwa Liechtensteinu funkcjonuje archidiecezja Vaduz, podlegająca bezpośrednio pod Stolicę Apostolską, a zatem niezależna od struktur szwajcarskich i austriackich. W jej skład wchodzi dziesięć parafii a siedzibą jest Katedra św. Floryna w Vaduz.

## Prawosławie w Liechtensteinie
Obecność mniejszości prawosławnej w liczbie 472 osób wiążę się z migracją z Europy Południowo-Wschodniej (przede wszystkim z Serbii i Grecji).

## Świadkowie Jehowy w Liechtensteinie
Świadkowie Jehowy w tym kraju prowadzą działalność kaznodziejską od 1920 roku. W 2022 roku liczyli 94 głosicieli, należących do 1 zboru.

## Islam w Liechtensteinie
Księstwo Liechtensteinu zamieszkuje 2215 zadeklarowanych muzułmanów, przede wszystkim wyznania sunnickiego. Ich obecność na terenie Liechtensteinu wiążę się przede wszystkim z diasporami turecką, kosowską, macedońską i bośniacką. Szkoły podstawowe na terenie Księstwa mogą organizować lekcje religii islamskiej, z których według danych z 2016 roku korzystało 68 uczniów w sześciu gminach.

## Nauczanie religii w szkołach
W szkołach w Liechtensteinie, uczniowie mogą uczyć się katolicyzmu, protestantyzmu, islamu (tylko w szkołach podstawowych) bądź przedmiotu poświęconego religiom świata i kulturze. Na pewnych etapach edukacji, uczeń musi uczyć się katolicyzmu, protestantyzmu lub religioznawstwa i kultury. Program nauczania katolicyzmu, protestantyzmu i islamu ustalany jest przez odpowiednie wspólnoty wyznaniowe.  

## Statystyki
| Religia                          | 2000  | 2010  | 2015  | 2020  |
| -------------------------------- | ----- | ----- | ----- | ----- |
| Kościół rzymskokatolicki         | 78,4% | 75,9% | 73,4% | 69,6% |
| Kościół protestancki             | 8,3%  | 8,5%  | 8,2%  | 8,1%  |
| Kościół prawosławny              | 1,1%  | 1,1%  | 1,3%  | 1,5%  |
| Inne denominacje chrześcijańskie | 0,1%  | 0,3%  | 0,3%  | 0,3%  |
| Islam                            | 4,8%  | 5,4%  | 5,9%  | 6,0%  |
| Inne wyznania                    | 0,3%  | 0,8%  | 0,8%  | 1,0%  |
| Brak wyznania                    | 2,8%  | 5,4%  | 7,0%  | 9,6%  |
| Brak odpowiedzi na pytanie       | 4,1%  | 2,6%  | 3,3%  | 4,0%  |